# Joachim Böhmer
Joachim Böhmer, född den 1 oktober 1940 i Berlin, död 28 december 1999, var en östtysk roddare.
Han tog OS-brons i dubbelsculler i samband med de olympiska roddtävlingarna 1972 i München.